# Sonchus asper
A Sonchus asper é uma espécie de planta que possui folhas portadoras de espinhos e flores amarelas, semelhantes às do dente-de-leão.